# Gare de Ferihegy
La gare de Ferihegy (hongrois : Ferihegy vasútállomás, prononcé [ˈfɛɾihɛɟ ˈvɒʃuːtaːllomaːʃ]) est une gare ferroviaire secondaire de Budapest. 

## Service des voyageurs

### Desserte
Elle dessert le sud-est, (Cegléd et Szolnok), et l'est (Debrecen) de la Hongrie. A Budapest, la gare est connectée à la gare de Budapest-Nyugati, à la gare de Zugló, à la gare de Kőbánya-Kispest et à la gare de Pestszentlőrinc. La gare est notamment utilisée dans la liaison entre le centre-ville de Budapest et le terminal 1 de l'Aéroport international de Budapest-Franz Liszt.

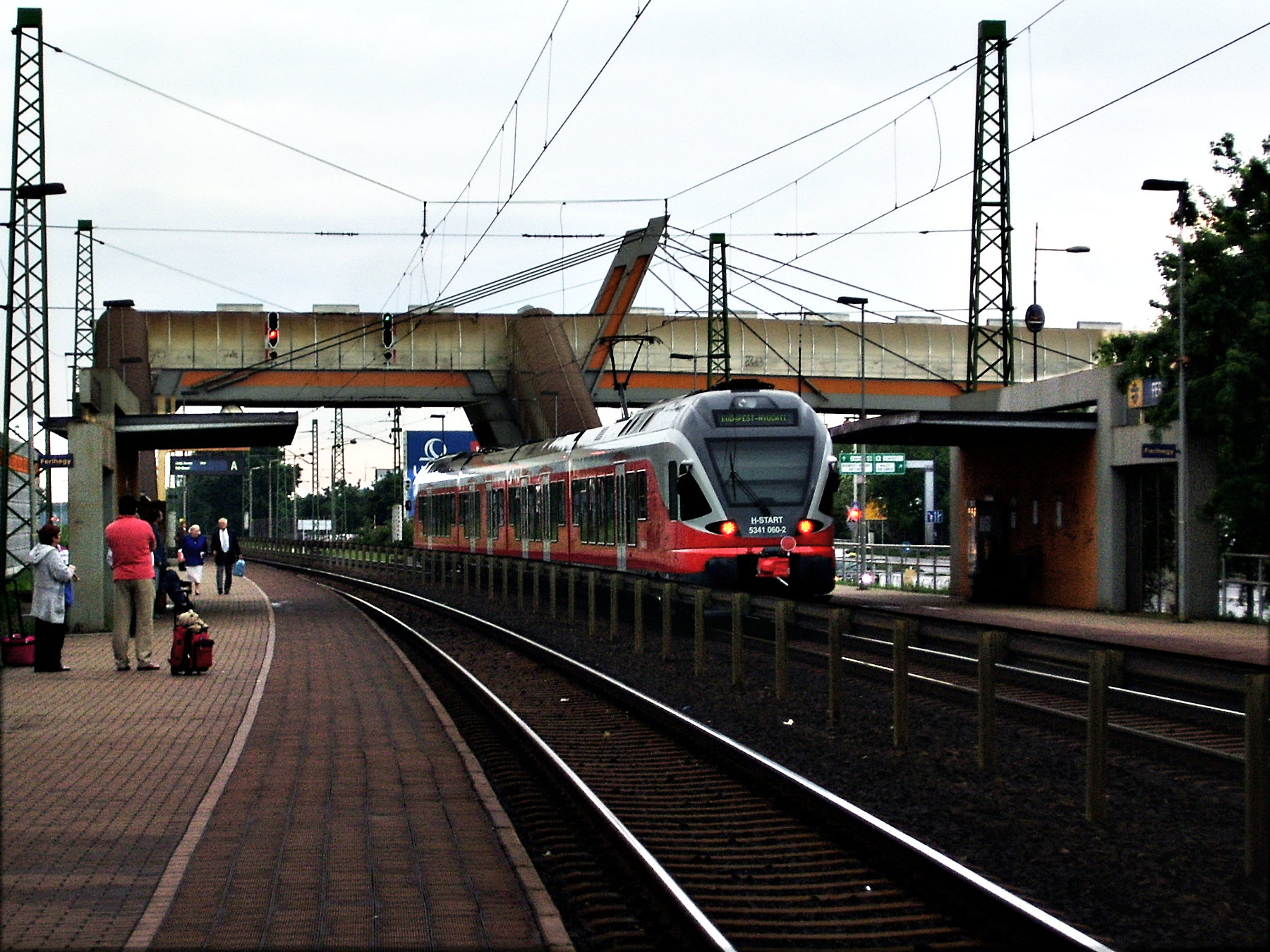
Train en gare.

### Intermodalité
La gare est desservie par des bus du réseau de bus BKV, ligne 200e.